# Neckermann Reizen
Neckermann Reizen Nederland was een Nederlandse touroperator.
Het bedrijf werd op 1 november 1970 opgericht als dochteronderneming van het Duitse postorderbedrijf en reisorganisator Neckermann. Oorspronkelijk werden vakantiereizen aan de consument verkocht vanuit eigen Neckermann reisbureaus. Het bedrijf werd later verkocht aan Thomas Cook Group PLC en maakte deel uit van de Nederlandse tak van Thomas Cook.

## Geschiedenis
Het postorderbedrijf Neckermann werd in 1950 opgericht door dressuurruiter Josef Neckermann en vestigde zich in Frankfurt. In 1963 breidde Neckermann zijn activiteiten uit met het verkopen van georganiseerde vliegvakanties, die in een speciale bijlage van de Neckermanncatalogus werden aangeboden. Dit leidde uiteindelijk tot de oprichting van:
- Neckermann Vliegreizen Nederland in 1970. Het hoofdkantoor was gevestigd boven het Neckermannreisbureau aan de Kalverstraat in Amsterdam. Sinds de overdracht aan Thomas Cook is er geen connectie meer met het postorderbedrijf.
- Neckermann België.

Op 28 maart 2019 ging Vrij Uit, dat sinds 1997 ook onder Thomas Cook viel, op in Neckermann Reizen.
Op 23 september 2019 werd het Britse moederbedrijf Thomas Cook failliet verklaard, waardoor ook Neckermann een dag later de activiteiten moest neerleggen.

## Producten
De hoofdactiviteit van Neckermann Reizen bestond uit het samenstellen en verkopen van georganiseerde vliegvakanties naar zonnige bestemmingen rond de Middellandse Zee. Daarnaast boden de Nederlandse en Belgische Neckermannbedrijven autovakanties, campingvakanties, stedentrips, cruises en wintersportvakanties aan.